# Hjalmar Petersen
Hjalmar Petersen (Eskildstrup, 2 gennaio 1890 – Columbus, 29 marzo 1968) è stato un politico statunitense. Fu il 23º governatore del Minnesota.

## Biografia
Petersen nacque a Eskildstrup, in Danimarca. La sua carriera nel giornalismo culminò nel 1914 con l'acquisto di American Askov ad Askov, un settimanale che fu di sua proprietà per il resto della sua vita.
In politica, Petersen fu sindaco di Askov per due mandati. Egli fu prima membro del Partito Repubblicano e successivamente membro del Partito Contadino-Laburista. Hjalmar Petersen entrò alla Camera dei rappresentanti del Minnesota nel 1931 e nel 1935 divenne vicegovernatore sotto il governatore Floyd B. Olson. Quando Olson morì di cancro il 22 agosto 1936, Petersen giurò come governatore dello stato. Completato il mandato di governatore, decise di non candidarsi per le elezioni del 1936 ma diventò presidente della American Publishing Company. Si sposò due volte, prima con Rigmor C. Wosgaard nel 1914 e poi con Medora Grandprey nel 1934. Morì nel 1968 a Columbus, nell'Ohio.